# Мартин I (папа римский)
Ма́ртин Испове́дник (лат. Martinus PP. I; ? — 16 сентября 655) — папа римский с 21 июля 649 года по 17 июня 653 года. Католический и православный святой.

## Биография

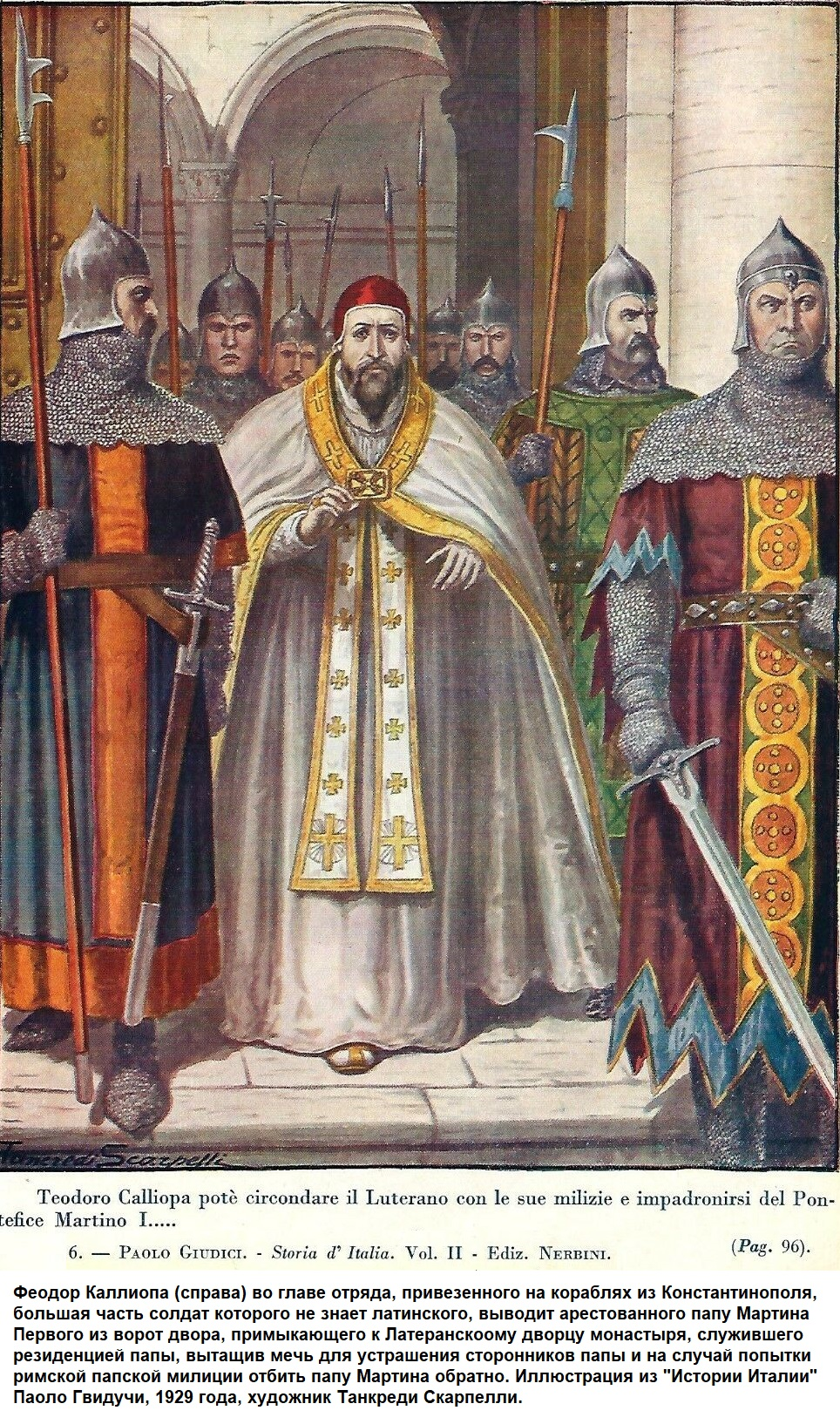
Июнь 653 года. Исполняя приказ Константа II, экзарх Равенны Феодор Каллиопа (справа) во главе вооружённого отряда выводит арестованного папу Мартина I из Латеранского дворца

Родился в умбрийском городе Тудертума. До 649 года — римский нунций в Константинополе. Осудил монофелитов как еретиков на Латеранском соборе в 649 году, где также был осуждён эдикт императора Константа II, запрещавшего осуждение монофелитства. Разгневанный император приказал военачальнику экзарху Равенны Олимпию доставить святителя Мартина на суд. Однако Олимпий побоялся народа и подослал воина, чтобы тайно убить святого. Когда убийца приблизился к святителю, то неожиданно ослеп.
Новый экзарх Феодор I Каллиопа в 653 году арестовал Мартина и отправил его на остров Наксос, после чего папа был вызван в Константинополь на суд, заточён в тюрьме монастыря Святого Диомида,, где провёл 85 дней, а на суде подтвердил своё решение по осуждению монофелитства, когда его перевёл в свой дом под домашний арест чиновник императорской канцелярии Сеголеба, имевший поручение отправить его в Херсонес, служивший издавна местом ссылки. Наконец, Мартина сослали в Херсонес Таврический, где он и умер от голода 16 сентября 655 года. Мощи его после осуждения монофелитов были перенесены в Рим.

## Память
Память папы Мартина отмечается Католической церковью 13 апреля (ранее днём памяти было 12 ноября), Православной церковью — 14 апреля (по юлианскому календарю).

## Церкви, посвящённые Мартину Исповеднику
- Церковь Святого Мартина Исповедника в Москве
- Церковь Святого Мартина Исповедника в Архангельске
- Храм Святого Мартина I в Евпатории (Римско-католическая церковь)[10]
- Храм святителя Мартина Исповедника в Свято-Климентовском Инкерманском мужском монастыре